# Ił-28
Ił-28 (ros. Ил-28) – odrzutowy samolot bombowy, konstrukcji Sergieja Iliuszyna z okresu po II wojnie światowej.

## Historia
Propozycja stworzenia dwusilnikowego odrzutowego bombowca napędzanego silnikami Klimow RD-45, zastosowanymi już w myśliwcu MiG-15, została zgłoszona przez Siergieja Iliuszyna pod koniec 1947 roku. Prace projektowe ruszyły intensywnie na początku 1948 roku. Mimo że plan zakładał powierzenie projektu bombowca taktycznego biuru Tupolewa, Stalin zezwolił prowadzić nad nim prace również Iliuszynowi, choć fundusze na ten projekt przyznano dopiero w czerwcu tegoż roku.
Pierwszy prototyp napędzany silnikami Rolls-Royce Nene został oblatany przez pilota doświadczalnego Władimira Kokkinaki, radiooperatora B.A. Jerofiejewa i nawigatora N.D. Sorokina 8 lipca 1948 roku. Drugi prototyp, napędzany silnikami Klimow RD-45F, wzbił się w powietrze 30 grudnia 1948 roku.
Ostatecznie po testach przeprowadzonych w maju 1949 roku Ił-28 pokonał konkurencyjnego Tu-14 i stał się podstawowym bombowcem radzieckich sił zbrojnych. Postanowiono również, że jednostką napędową samolotu będzie silnik Klimowa WK-1. Produkcja seryjna ruszyła we wrześniu 1949 roku w fabrykach w Moskwie, Woroneżu i Omsku. Lotnictwo radzieckie otrzymało pierwsze maszyny w marcu 1950 roku. Pierwszy pułk wyposażony w te samoloty, 1 maja 1950 roku, wziął udział w defiladzie na Placu Czerwonym w Moskwie. Była to ich pierwsza publiczna demonstracja.
Dużym osiągnięciem konstrukcyjnym był płat prosty o obrysie trapezowym, który pozwolił na osiągnięcie aż 0,75 Ma.

### Wersje produkcyjne

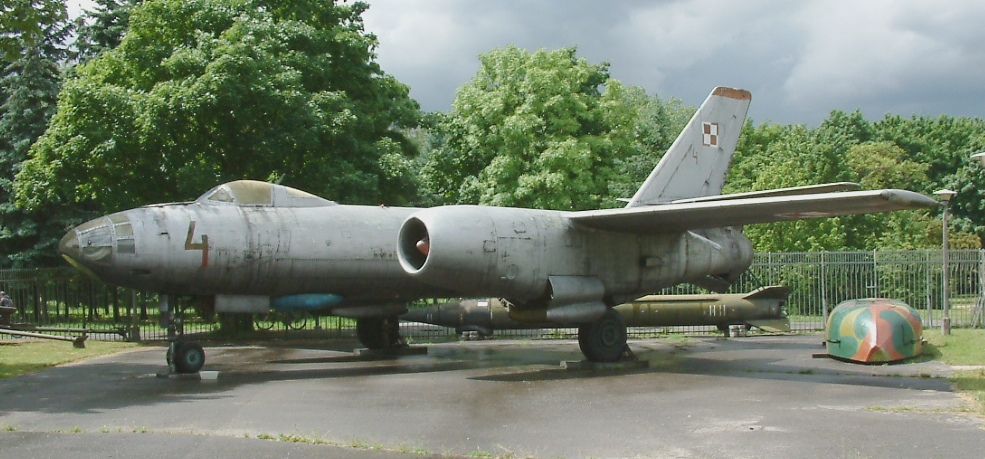
Samolot w podstawowej wersji Ił-28, Muzeum Uzbrojenia w Poznaniu

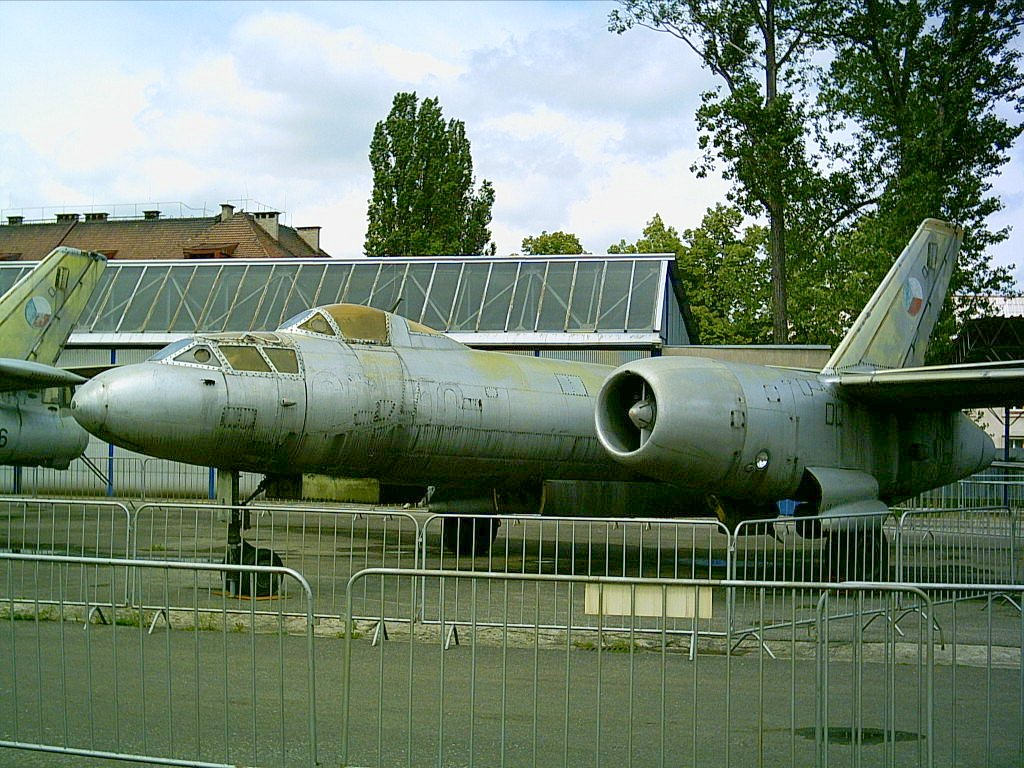
Samolot szkolno-treningowy Ił-28U

- Ił-28 – standardowy, konwencjonalny bombowiec.
- Ił-28U – nieuzbrojona, wyposażona w dwa kokpity, wersja szkolno-treningowa. Uczeń siedział w „zwykłym” kokpicie, zaś instruktor w kabinie przypominającej kształtem rozwiązania z samolotów pasażerskich, umieszczonej zamiast przeszklenia w nosie maszyny. Oblatany 18 marca 1950 r.
- Ił-28R – wersja rozpoznawcza, z zestawem aparatów, flar i powiększonym zbiornikiem paliwa w komorze bombowej. Dodatkowe zbiorniki znalazły się również na końcach skrzydeł. Od pozostałych wersji odróżniała ją również instalacja hydrauliczna, która zastąpiła instalację pneumatyczną. Prototyp oblatano 19 kwietnia 1950 r.
- Ił-28T – wersja torpedowa, o wydłużonej komorze bombowej mieszczącej torpedę RAT-52, przeprojektowanym nosie, dodatkowych zbiornikach na końcach skrzydeł, które cofnięto o 10 cm ze względu na zmianę środka ciężkości. Prototyp oblatano 8 stycznia 1951 r.
- Ił-28N – nosiciel bomb jądrowych RDS-4 Tatiana, wyposażony w lepszą awionikę, dodatkowe zbiorniki paliwa na końcach skrzydeł, ogrzewaną komorę bombową oraz osłony w oknach mające chronić załogę przed oślepieniem po eksplozji jądrowej. Pierwszego zrzutu ładunku jądrowego z Iła-28 dokonano 23 sierpnia 1953 r.
- Ił-28-131 – wersja przystosowania do przenoszenia, naprowadzanego radiowo, pocisku UB-2F Czajka. Powstała krótka seria w 1956 r.
- Ił-28RTR – samolot zwiadu radioelektronicznego, pozbawiony zbiorników na końcach skrzydeł i wyposażony w dodatkową antenę pod kadłubem.
- Ił-28REB – samolot walki elektronicznej. W gondolach na końcach skrzydeł znajdował się sprzęt zakłócający.
- Ił-28PŁ – wersja przeznaczona do zwalczania okrętów podwodnych, mogąca zrzucać poza torpedami boje hydroakustyczne i bomby głębinowe.
- Ił-28ZA – cywilna wersja służąca do badań meteorologicznych.
- Ił-28ŁŁ – kilka różnych samolotów, na których testowano różnorodne modyfikacje, w tym:
  - nowe radary i inną awionikę
  - sprzęt monitorujący testy rakietowych pocisków kierowanych
  - instalację do tankowania w powietrzu
  - podwozie gąsienicowe i na płozach
  - silnik rakietowy na paliwo ciekłe
- Ił-28Sz – wersja szturmowa, wyposażona w dwanaście węzłów uzbrojenia pod skrzydłami do przenoszenia uzbrojenia. Próby nad tą wersją rozpoczęto pod koniec 1967 r.
- Ił-28P – cywilna wersja używana przez Aerofłot jako samolot pocztowy.
- Ił-28BM – holownik celów, przebudowany z Iłów-28 i Iłów-28R.
- Ił-28M – wycofane ze służby samoloty służące jako cele. Część z nich wyposażono w system zdalnego kierowania drogą radiową.

### Wersje produkowane wChinach
- Harbin H-5 – odpowiednik Iła-28, wersja eksportowa oznaczana jako B-5.
- Harbin HJ-5 – odpowiednik Iła-28U, wersja eksportowa oznaczana jako BJ-5.
- Harbin HZ-5 – odpowiednik Iła-28R, wersja eksportowa oznaczana jako BZ-5.

## Służba

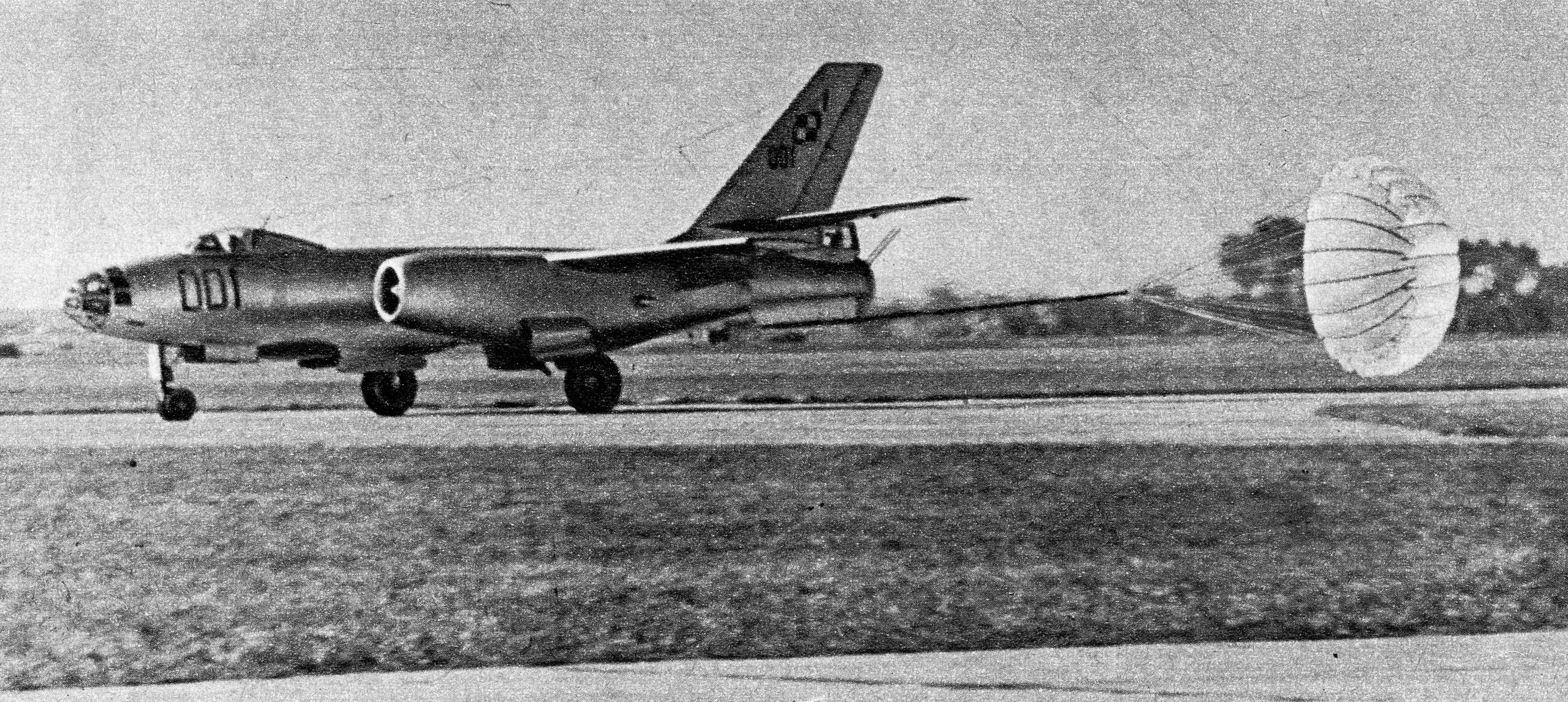
IŁ-28 po wykonaniu zadania ląduje ze spadochronem hamującym dla skrócenia dobiegu (1959)

Samoloty typu Ił-28 używane były przez lotnictwo wojskowe i cywilne ZSRR oraz lotnictwo wojskowe ChRL (produkowane na licencji), Albanii (maszyny chińskie), Bułgarii, Czechosłowacji (pod oznaczeniem B-228 oraz CB-228), NRD, Węgier, Polski, Rumunii (samoloty produkcji ZSRR i chińskiej), Algierii, Egiptu, Iraku, Maroka, Nigerii, Somalii, Syrii, Jemenu, Afganistanu, Indonezji, Kambodży, Korei Północnej, Węgier i Wietnamu.
Po raz pierwszy samoloty lotnictwa sowieckiego znalazły zastosowanie bojowe w październiku i listopadzie 1956 roku w czasie tłumienia powstania na Węgrzech. 7 lub 8 listopada 1956 roku (wg różnych źródeł) rozpoznawczy IŁ-28R został zestrzelony nad Budapesztem przez węgierską artylerię przeciwlotniczą. Zginęła cała trzyosobowa załoga. Samoloty Ił-28 znajdowały się także w wyposażeniu węgierskich oddziałów lotniczych, które przeszły na stronę powstańców. Według niektórych źródeł dokonały one kilku ataków na sowieckie przeprawy przez Cisę.

## Ił-28 w lotnictwie polskim

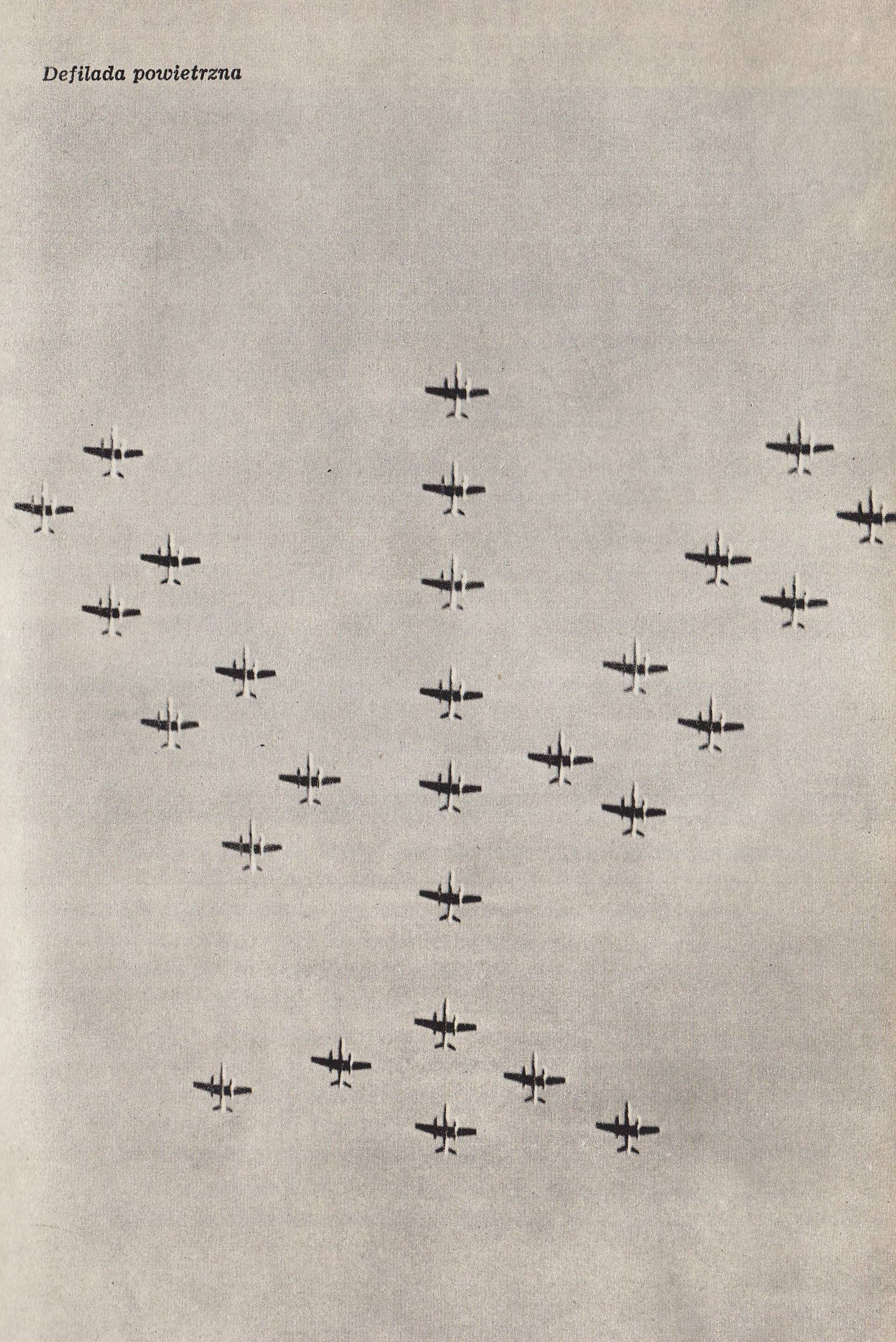
Polskie Iły-28 podczas defilady powietrznej

Pierwsze egzemplarze samolotu pojawiły się w Polsce w 1952 roku. 22 lipca 1954 roku zaprezentowano je publicznie w Katowicach (ówczesny Stalinogród), były to samoloty z 7 plb i 33 plb. Używała ich 15 Dywizja Lotnictwa Bombowego, a następnie 7 Brygada Lotnictwa Bombowego. Stacjonowały w Bydgoszczy, Warszawie, Modlinie i Powidzu, były także używane przez 19 Eskadrę Holowniczą oraz WOSL w Dęblinie. Wersji R używano od 1955 roku. Ostatnie loty na tych samolotach wykonano w 1979 roku, choć lotnictwo wojsk lądowych zaprzestało ich eksploatacji już dwa lata wcześniej.
Na początku lat 60. XX wieku Instytut Lotnictwa otrzymał od wojska 1 egzemplarz bombowca, którego po usunięciu uzbrojenia i opancerzenia używano jako „latającej hamowni”. Pod komorą bombową zamontowano wysięgniki, na których był badany w locie na różnych wysokościach konstruowany w Polsce silnik turboodrzutowy w wersjach: HO-1, SO-1, SO-3W do będącego w próbach samolotu PZL TS-11 Iskra. Maksymalny pułap prowadzonych badań wynosił 11 000 metrów.

## Ił-28 w muzeach
Samoloty Ił-28 można oglądać w następujących muzeach:

Muzeum Sił Powietrznych w Dęblinie
- Ił-28 nr taktyczny 65 nr seryjny 2212

Lubuskie Muzeum Wojskowe w Drzonowie
- Ił-28 nr taktyczny 50 nr seryjny 56538

Muzeum Marynarki Wojennej w Gdyni
- Ił-28R nr taktyczny 69 nr seryjny 41302

Muzeum Oręża Polskiego w Kołobrzegu
- Ił-28 nr taktyczny 64 (samolot ma namalowany fikcyjny nr 52) nr seryjny 2113

Muzeum Lotnictwa Polskiego w Krakowie
- Ił-28R nr taktyczny 72 nr seryjny 41909
- Ił-28U nr taktyczny S3 nr seryjny 69216

Muzeum Uzbrojenia w Poznaniu
- Ił-28R nr taktyczny 4 nr seryjny 1910

Muzeum Wojska Polskiego w Warszawie
- Ił-28 nr taktyczny 22 nr seryjny 56729 (Muzeum Polskiej Techniki Wojskowej, ul. Powsińska 13)

Ił-28 nr taktyczny 10 znajduje się jako pomnik w Witkowie.

## Wciąż w wykorzystaniu
Siły Powietrzne Koreańskiej Republiki Ludowo-Demokratycznej nadal wykorzystują te samoloty. Szacunkowo mają ich 80, z czego na zdjęciach satelitarnych na powierzchni jest około 40. Trudność w ustaleniu bierze się z faktu, że posiadają sporą ilość podziemnych hangarów, a loty wszystkimi samolotami wykonują relatywnie rzadko (z racji m.in. kosztów paliwa i ucieczek pilotów). Prawdopodobnie 24 to Ił-28, a pozostałe to wersja budowana w Chinach (Harbin H-5).

## Opis konstrukcji

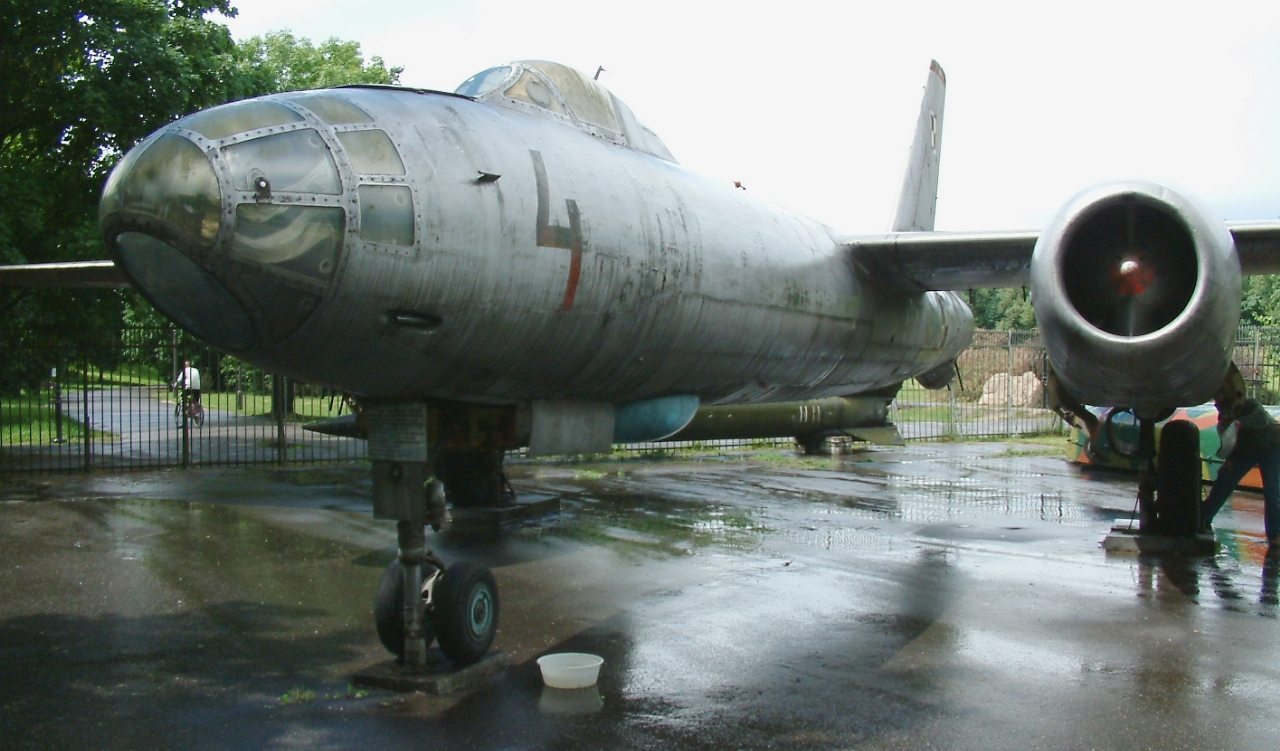
Przeszklony nos zajmował nawigator/bombardier, podczas gdy pilot siedział w kabinie znajdującej się na grzbiecie samolotu

Duraluminiowy samolot w układzie górnopłatu. Kadłub samolotu ma kształt opływowy, utworzony przez okręgi, których środki tworzą oś pokrywającą  się w środkowej  części  kadłuba z osią samolotu, odchyloną od niej w przedniej części w dół o 17 mm, a w tylnej w górę o 140 mm. Największy przekrój kadłuba posiada średnicę 1800 mm w odległości mniej więcej 1/3 od nosowej części samolotu. Kadłub jest konstrukcji całkowicie metalowej typu półskorupowego z pracującym pokryciem. Szkielet kadłuba składa się z 47 wręg umieszczonych w odległości 150-550 mm od siebie, 38 listew i 2 podłużnic znajdujących się na brzegach komory bombowej. Listwy i wręgi nie łączą się ze sobą, lecz są oddzielnie przynitowane do pokrycia. Pokrycie kadłuba wykonane jest w zasadzie z arkuszy blachy o grubości 1-1,5 mm. Niektóre odcinki pokrycia mają grubość 1,8 i 2,0 mm. W celu ułatwienia montażu, kadłub podzielono na cztery części: przednią – do wręgi 11, środkową – od wręgi 11 do 38, tylną – od wręgi 38 do 42 i końcową – od wręgi 42 do końca. Oprócz tego środkowa część kadłuba posiada podłużny podział technologiczny na dwie półcylindryczne części łączone ze sobą w płaszczyźnie symetrii samolotu. Przednia część kadłuba od nosa do pochyłej wręgi 11 jest szczelna i obejmuje kabinę nawigatora oraz pilota. Przednia część kabiny nawigatora posiada szkielet ze stopu elektronowego MŁ5T4 z wprawionym szkłem nieorganicznym i nierozpryskowym w postaci osłony. Oszklenie jest podwójne: zewnętrzny arkusz szkła organicznego ma grubość 8-10 mm, wewnętrzny 3 mm Dolna szyba kabiny nawigatora, nad którą umieszczony jest celownik, wykonana jest ze szkła nierozpryskowego, wewnętrzna o grubości 12 mm, zewnętrzna – 3 mm. Obie szyby są ze sobą sklejone. W kabinie nawigatora znajdują się dwa siedzenia. Jedno siedzenie umieszczone jest z przodu na prawej ściance. Jest ono składane i wykorzystuje się je w czasie pracy nawigatora na przyrządach. Drugie siedzenie jest katapultowe. U góry nad siedzeniem znajduje się właz, którego pokrywa otwiera się na zewnątrz. Kabina nawigatora jest opancerzona płytami duralowymi o grubości 8 mm od dołu i 30 mm z tyłu. Za kabiną nawigatora znajduje się kabina pilota. Osłona kabiny pilota o kształcie opływowym składa się z trzech części: przedniej nieruchomej, środkowej otwieranej i tylnej. Szkielet osłony kabiny pilota wykonany jest również ze stopu elektronowego MŁ5T4. Przednie oszklenie nieruchomej części stanowi szyba pancerna sklejona z dwóch warstw o łącznej grubości 13 mm. Boczne oszklenie wykonane jest ze szkła organicznego o grubości 10 mm. Otwierana część osłony oszklona jest podwójnymi szybami ze szkła organicznego: zewnętrzna ma grubość 10 mm, wewnętrzna 6 mm. Przy otwieraniu osłona jest odchylana w prawo. W kabinie za siedzeniem katapultowym pilota znajduje się stalowa płyta pancerna o grubości 12 mm. U dołu przedniej części kadłuba znajdują się wnęki, w których umieszczone są działka wraz ze skrzynkami amunicyjnymi. W przedniej części znajduje się również wnęka, do której chowana jest przednia goleń podwozia wraz z kołami. Środkowa część kadłuba nieuszczelniona łączy się z przednią za pomocą kołnierzy stykowych połączonych 90 śrubami o średnicy 10 mm. W środkowej części kadłuba   znajdują się komory na pięć miękkich zbiorników paliwa oraz komora bombowa. Do środkowej części kadłuba zamocowana jest środkowa część skrzydła. Do tylnej części kadłuba zamocowane jest usterzenie ogonowe. W tylnej części zabudowany jest aparat fotograficzny do zdjęć skośnych. Umieszczona w końcowej części kadłuba kabina strzelca jest szczelnym, całkowicie wyodrębnionym odcinkiem kadłuba. Znajduje się tu ruchome stanowisko strzeleckie z dwoma działkami Ił-K6. Kabina posiada szkielet z wręg i listew pokrytych arkuszami blachy o grubości 1 mm. Tylna wręga, dopasowana do kulistego kształtu stanowiska strzeleckiego, wykonana jest ze stali pancernej dla ochrony strzelca od tyłu. Do obserwacji tylnej półsfery, kabina posiada osłonę wykonaną z trzech przezroczystych szyb pancernych. Środkowa szyba ma grubość 110 mm, boczne szyby - 70mm. Oprócz tego istnieje jeszcze oszklenie ze szkła organicznego typu oszklenia przedniej kabiny. Lewe okno jest otwierane. Oknem tym strzelec wydostaje się  w przypadku wylądowania samolotu ze schowanym podwoziem. Do normalnego wchodzenia i wychodzenia z kabiny oraz opuszczania jej w przypadkach awaryjnych w powietrzu służy dolny właz.Pokrywę włazu w czasie lotu otwiera się za pomocą dwóch pneumatycznych cylindrów zasilanych z zapasowej butli ze sprężonym powietrzem. Otwarta pokrywa wychyla się w stronę przeciwną do kierunku lotu o kąt około 75°, tworząc  tym  samym osłonę przed naporem powietrza dla wyskakującego strzelca. Skrzydła proste o obrysie trapezowym, konstrukcji półskorupowej. Składa się z części środkowej (centropłatu) o rozpiętości 2,4 m i dwóch części odejmowanych. Konstrukcyjnie skrzydło składa się z dźwigarów, podłużnic, żeberek i pokrycia. Skrzydło wyposażone jest w klapy składające się z czterech części. Dwie części umieszczone są między kadłubem i gondolami silników (klapy wewnętrzne), dwie między gondolami i lotkami. Na końcowych częściach skrzydeł umieszczone są lotki. Gondole silników, konstrukcji półskorupowej, umieszczone są na odejmowanych częściach skrzydeł. Przejmują one obciążenia działające na silniki oraz główne golenie podwozia i przekazują je na skrzydło. W przedniej części skrzydła, wzdłuż krawędzi natarcia, wewnątrz konstrukcji znajduje się komora cieplnego urządzenia przeciwoblodzeniowego. Środkowa część skrzydła łączy się z kadłubem i odejmowanymi częściami przy pomocy okuć wykonanych ze stopu AK6 zamocowanych do dźwigarów. Pokrycie skrzydła jest o grubości od 1,5 do 4 mm. Do każdej odejmowanej części skrzydła zamocowana jest w trzech punktach szczelinowa lotka z aerodynamiczną i ciężarową kompensacją. Wyważenie ciężarowe stanowią żeliwne płytki. Powierzchnia lotek - 3,34 m². Pokrycie lotki wykonane jest z blachy duralowej o grubości od 0,8 do 1,5 mm. Na prawej lotce zamocowany jest trymer lotki. Lotka wychyla się w górę o kąt  20° i w dół o kąt 15° Trymer wychyla się w górę o kąt 7° i w dół o kąt 8°. Usterzenie poziome o dodatnim skosie, co miało poprawić sterowność w locie nurkowym. Dwa silniki Klimow WK-1 o ciągu 26,5 kN zostały umieszczone w zawieszonych pod skrzydłami gondolach. Niemal cały układ sterowania (poza hydraulicznie wysuwanymi klapami) pozbawiony był hydraulicznego wspomagania (kompensacje aerodynamiczne sterów). Dla skrócenia startu możliwe było podłączenie pod każdym skrzydłem odrzucanego silnika rakietowego. Podwozie z kołem przednim chowanym. Koła podwozia głównego pojedyncze, przednie – podwójne. W większości wersji wysuwanie podwozia odbywało się pneumatycznie.
Załogę stanowiły trzy osoby:
- pilot – w kabinie na grzbiecie samolotu
- nawigator/bombardier – w przeszklonym nosie
- strzelec/radiooperator – w wieżyczce ogonowej

Pilot i nawigator posiadali fotele katapultowe, zaś strzelec w razie konieczności korzystał ze znajdującego się tuż pod wieżyczką włazu.

### Uzbrojenie

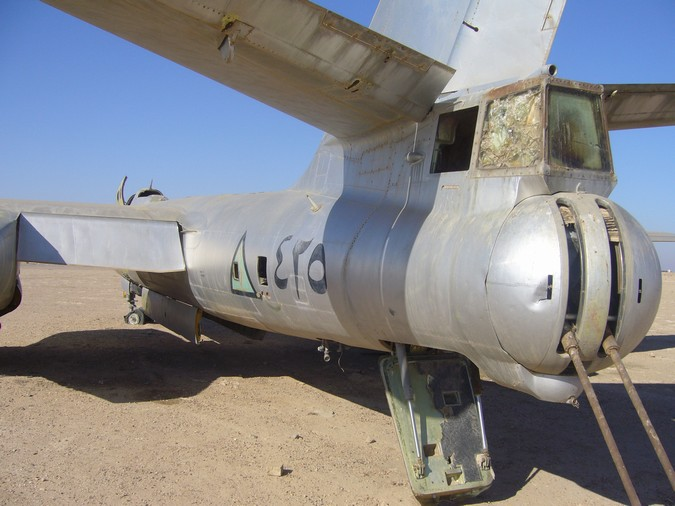
Wieżyczka ogonowa, widoczne lufy działek 23 mm i uchylony właz stanowiący jedyną drogę ucieczki strzelca/radiooperatora

- 1000 kg bomb w komorze, ewentualnie jedna bomba KAB-3000 o masie 3000 kg.
- dwa stałe działka 23 mm w nosie.
- w opancerzonej wieżyczce obracanej elektrohydraulicznie umieszczonej w ogonie dwa działka 23 mm, celownik optyczny.

W pierwszych wersjach samolotu montowano działka NS-23, zastąpione później przez NR-23.

## Literatura
- Wiesław Różanek: Samoloty ludowego wojska polskiego. Warszawa: Wydawnictwo WAT, 1968, s. 232.